# Wentdorf (Fläming)
Wentdorf war eine wüste Feldmark, die nördlich von Hohenseefeld im Fläming lag.

## Geografische Lage
Laut Rohrlach grenzte die Feldmark im Jahr 1802 im Norden an Niebendorf und Waltersdorf, im Westen ebenfalls an Waltersdorf, im Süden an Hohenseefeld und im Osten an die ebenfalls wüste Feldmark Carljudae. Ein Nachweis existiert in Akten aus den Jahren 1936/1937. Dort erscheint sie unter dem Flurnamen von Hohenseefeld als Wentdorf, Wentdorp mit einer Fläche von 31,4690 Hektar. Ein Zusammenhang mit dem Ortsteil Wildau-Wentdorf der Gemeinde Dahmetal kann daher ausgeschlossen werden. Es muss sich daher um eine Fläche handeln, die sich im 21. Jahrhundert an der Grenze der Gemarkung von Dahme/Mark und der Gemeinde Niederer Fläming im Bereich der heutigen Kreisstraße 7208 befindet, die Niebendorf mit Hohenseefeld verbindet.

## Geschichte

### 14. bis 17. Jahrhundert
Die Feldmark erschien erstmals im Jahr 1388 als wentdorff, befand sich zu dieser Zeit bis 1388 im Besitz der Herrschaft Dahme und kam im genannten Jahr in den unmittelbaren Besitz des Erzbischofs. Dieser verlehnte das Land erneut von 1390 bis 1405 an die Herren von der Dahme; anschließend übernahm 1405 das Amt Dahme den Besitz. Die Flächen wurden landwirtschaftlich genutzt: Vf der wusten wendemarcke zcu wentdorfffe kamen Abgaben aus 14 Hufen und drei Richterhufen an verschiedene Besitzer. Von vor 1446 bis 1568 besaß die Familie Schilling einen Teil der Einkünfte. Ihre Hebungen kamen 1568 an die von Raschkau, die sie 1621 an die von Klitzing übergaben, die sie bis 1661 hielten. Es handelte sich um Hebungen aus sieben der genannten Hufen, die jeder sieben Malter Getreide (1446) bzw. jede 5 Scheffel Korn und 5 Scheffel Hafer erbrachten. Ihr Anteil fiel danach an das Amt Dahme. Die Hebungen aus 14 Hufen mit Erträgen von je 6 Scheffel Roggen und Hafer sowie die Hebungen aus drei Richterhufen (die Geld ergaben) lagen vor 1466 bei der Familie Laurentz aus Jüterbog und kamen 1516 an die von Thümen. Sie verkauften sie 1583 an die Familie von Seelen, die sie bis 1669 hielten.
Die Bewirtschaftung übernahmen Bauern aus Hohenseefeld. Im Jahr 1658 besaß ein dortiger Lehnbauer zwei wüste Hufen. Ein Zweihufner besaß ebenfalls zwei wüste Hufen, fünf Zweihufner je zwei wüste Hufen. Fünf weitere Zweihufner besaßen jeder 1 1⁄2 wüste Hufe, acht Zweihufner je eine wüste Hufe. Ein Kossät bewirtschaftete zwei wüste Hufen, ein anderer 1 1⁄2 wüste Hufen; in Summe 23 1⁄2 Hufen. Diese wurden 1699 als Sandhufen, d. h. wenig ertragreich bezeichnet.

### 18. und 19. Jahrhundert
Im Jahr 1702 war die Gemarkung 24 Hufen groß; jede erbrachte 4 Scheffel Roggen und 4 Scheffel Hafer als Zins. Die Fläche war im Jahr 1713 in dreimal zwei, fünfmal 1 1⁄2, neunmal eine und einmal 1⁄2 Hufe aufgeteilt und mittlerweile wieder auf 23 Hufen verkleinert worden. Die Einwohner von Hohenseefeld schlugen im Jahr 1722 dort auch in einem als Wentdorfische Fichten genannten Waldgebiet Holz. Für den Transport zurück ins Dorf benötigten sie eine gute halbe Stunde. Im Jahr 1800 war die Feldmark 24 Hufen groß und wurde 1802 gegen eine Zahlung von 96 Scheffel Roggen und 96 Scheffel Hafer vom Amt an die Gemeinde Hohenseefeld abgegeben. Bis 1858 war sie in der Feldmark von Hohenseefeld aufgegangen und nicht wieder besiedelt.